# 플래너리 오코너
매리 플래너리 오코너 (Flannery O'Connor, 1925년 3월 25일 - 1964년 8월 3일)는 미국 조지아주 출신의 소설가이자 수필가이다. 미국 남부 문학을 대표하는 작가 중 한 명이며, 39세를 일기로 사망할 때까지 장편소설 2편과 단편소설 39편을 남겼다.

## 생애
1925년 3월 25일 미국 조지아주 서배너에서 부동산 중개인인 에드워드 F. 오코너와 레지나 클라인의 외동딸로 태어났다. 1940년부터 가족과 함께 조지아주 밀리지빌에 있는 농장 안달루지아에서 살기 시작했고, 이듬해 아버지가 전신 홍반성 루푸스로 사망했다.
1942년, 조지아 주립 여자대학에 입학, 사회과학 학위를 받고 3년 만에 조기 졸업했다. 1946년, 아이오와 대학교의 아이오와 작가 워크숍에 참가하여 언론학을 공부했고, 이때 많은 작가 및 평론가들과 교류했다. 1947년, 아이오와 대학교에서 인문학 석사 학위를 받았고, 이후 뉴욕주 사라토가 스프링스에 있는 예술가 공동체 야도(Yaddo)에서 창작 활동을 했다. 1949년부터는 고전 번역가인 로버트 피츠제럴드의 초청을 받아 코네티컷주 리지필드에 있는 그의 집에 머물면서, 피츠제럴드 부부의 지원을 받으며 집필을 계속했다.
1952년 여름, 자신의 아버지가 앓았던 전신 홍반성 루푸스로 진단을 받은 뒤, 조지아주 안달루지아 농장으로 돌아와 요양하며, 집필과 강연 활동을 했다. 1964년 8월 3일, 조지아주 볼드윈 카운티 병원에서 루푸스 합병증으로 사망했으며, 밀리지빌 메모리 힐 공동묘지에 묻혔다.

## 작품

### 소설
- 《현명한 피Wise Blood 》(1952; 허명수 역, IVP, 2017)
- The Violent Bear It Away (1960)

### 단편집
- 《좋은 사람은 찾기 힘들다A Good Man Is Hard to Find》 (1955; 정윤조 역, 문학수첩, 2014)
- Everything That Rises Must Converge (1965)
- 《플래너리 오코너The Complete Stories》 (1971; 고정아 역, 현대문학, 2014)

### 기타
- Mystery and Manners: Occasional Prose (1969)
- The Habit of Being: Letters of Flannery O'Connor (1979)
- The Presence of Grace: and Other Book Reviews (1983)
- Flannery O'Connor: Collected Works (1988)
- 《플래너리 오코너의 기도 일기A Prayer Journal 》(2013; 양혜원 역, IVP, 2019)

## 같이 보기
- 미국 남부 문학